# Hugh Aston
Hugh Aston (1485 circa – 17 novembre 1558) è stato un compositore inglese del primo periodo Tudor. Pochissime delle sue composizioni ci sono note ma egli è famoso per l'innovativo metodo di scrittura della musica.

## Biografia
Poco si conosce dei primi anni di vita di questo importante compositore dell'inizio dell'epoca Tudor e la sua data e luogo di nascita sono attualmente sconosciuti. Tuttavia, il 27 novembre 1510 egli discuteva la tesi di laurea in musica all'Università di Oxford, presentando una messa e un'antifona e affermando che aveva studiato musica per otto anni (notizie che suggeriscono che egli doveva avere circa 25 anni, quindi la data presunta di nascita dovrebbe essere intorno al 1485). Anche se il risultato della laurea non è formalmente registrato egli dovrebbe aver conseguito il titolo visto che l'Università ordinò la conservazione dei due manoscritti presentati. Sembra probabile che questi siano la Missa Te Deum Laudamus a sei voci e l'antifona Te Deum Laudamus ancora presenti nella collezione di manoscritti dell'Università, ora custoditi nella Bodleian Library di Oxford.
Tra il 1510 ed il 1522 potrebbe aver vissuto a Londra e si pensa che egli possa aver avuto qualche rapporto con la Corte di Enrico VIII e con la sua Cappella reale. Nel 1520/21 risultava presente a Coventry e venne pagato dal Decano del Capitolo della Collegiata di Santa Maria di Warwick, per andare da Coventry a Warwick per consigliare l'acquisto e l'installazione di un nuovo organo. Dal 1525 si trasferì a Leicester come risulta da un resoconto integrale della sua testimonianza data alla visita di un vescovo il 27 e 28 novembre 1525 e conservato nell'archivio diocesano di Lincoln, e sembra che abbia soggiornato in Leicester per il resto della sua vita.
La sua nomina a Leicester fu di Magister Choristerorum (maestro del coro) presso l'Hospital and College of St Mary of the Annunciation, fondato da 'Enrico, III conte di Lancaster nel 1330 e sostanzialmente ampliato da suo figlio Enrico, IV conte e poi I duca di Lancaster dietro Charter reale del 24 marzo 1355 / 6. Più tardi conosciuta come The Newarke, l'istituzione ebbe un decano e dodici canonici, dodici vicari corali, quattro chierici e sei cantori. Alla fine del XV secolo aveva raggiunto uno status elevato di reputazione musicale e acquisito il privilegio, a quanto pare condiviso solo con la Cappella reale, di avere il diritto di reclutare musicisti e cantanti da altre istituzioni senza il loro consenso, in altre parole ad accaparrarsi i musicisti migliori del paese. Forse il già apprezzato Aston fu assunto dal Newarke usando questo privilegio, ma non sembra esserci alcuna prova documentale superstite di come o quando venne a stabilirsi a Leicester.
La Concessione reale prevedeva, fra le altre cose, l'utilizzo del rito Salisbury ("Sarum"), una messa quotidiana cantata in onore di Maria e anche il canto del Mattutino, una messa solenne e Vespri in oltre due dozzine di feste, guidate dal decano del coro, quindi era previsto un gravoso impegno musicale per il coro di circa sedici unità (di cui almeno alcuni dei vicari) e il suo direttore musicale. Il suo salario iniziale era di £ 10 all'anno (solo di £ 2 all'anno inferiore a quella del decano) e dal 1540 questo aumentò a 12 £ l'anno. Inoltre Aston, indicato anche in alcuni documenti come cantore e organista, aveva il diritto di ricevere ulteriori pagamenti significativi per i servizi aggiuntivi come i funerali. Nel 1525 era stato raccomandato al cardinale Wolsey come direttore fondatore della musica nel suo nuovo Cardinal's College a Oxford, Aston sembra aver declinato l'offerta e in ogni caso Wolsey nominò John Taverner a ricoprire quell'incarico. Aston continuato alla Newarke fino allo scioglimento finale della Fondazione, a Pasqua del 1548, e a quel punto ricevette una pensione statale di 12 £ all'anno per la perdita del suo ufficio. Da questo momento egli deve aver almeno tenuto le posizioni di consulenza su una serie di altre importanti istituzioni corali del centro dell'Inghilterra, dal momento che ha ricevuto anche pensioni statali per un totale di ulteriori £ 6 13 scellini e 4 penny per la perdita dell'ufficio di altre sei corali soppresse: Sully e Pipewell nel Northamptonshire, Coventry e Kenilworth nel Warwickshire e le abbazie del Leicestershire, Launde e di St Mary de Pratis (Abbazia di Leicester).
A Leicester gli era stata assegnata una casa gratuita appena fuori dal cancello principale del Newarke in Hangman's Lane (ora Oxford Street). Sembra probabile che qualche tempo dopo abbia comprato la casa, prima o al momento della soppressione di Newarke, presumibilmente la stessa abitata da suo nipote nel XVII secolo. Prima del 1530 un Hugh Aston, senza dubbio il musicista poiché non vi sono omonimi registrati nel XVI secolo a Leicester, era assessore comunale, e dal 1550 era citato nei registri del Borough di Leicester come “the Ward of Mr Hugh Aston”. Dal 1532 fu giudice di pace, medico legale per due anni, revisore dei conti per un totale di 16 anni, sindaco per il periodo 1541-1542, uno dei due membri del Parlamento per il Comune per il Parlamento del 1555 e rimase assessore fino alla sua morte. La data esatta non è conosciuta ma fu sepolto il 17 novembre 1558 nella chiesa parrocchiale di St. Margaret's. Il 15 novembre 2008 nel 450º anniversario della morte si è svolto un servizio commemorativo a St. Margaret's, durante il quale sono state eseguite due delle antifone superstiti di Aston, i due pezzi per tastiera e gran parte della musica di rito Sarum per la messa Messa da Requiem della liturgia pre-Riforma Sarum, che era stata ripristinata da Maria I.
La maggior parte degli edifici del medievale Hospital and College of the Newarke, compresa la Chiesa Collegiata molto ammirati da Leland durante la sua visita del 1530, vennero demoliti subito dopo la dissoluzione dei monasteri e il campus della De Montfort University di Leicester ricopre oggi quasi l'intero sito. Il 17 marzo 2010 Patrick McKenna, fondatore e Chief Executive di Ingenious Media, ha dichiarato aperta l'Università di Hugh Aston Building - De Montfort nuova facoltà di economia e diritto, adiacente alla grande Porta del Newarke e a soli 100 metri o giù di lì dal sito della casa di Aston.

## Musica
Quattro composizioni vocali di musica sacra di Aston pervenute complete: 
- Missa Te Deum (a cinque voci)
- Missa Videte manus meas (a sei voci)
- Gaude mater matris Christe (a cinque voci)
- Te Deum laudamus (a cinque voci)

Di altre composizioni sono pervenuti soltanto alcuni frammenti.
Compose inoltre musica per tastiera, la maggior parte della quale mostra un uso straordinariamente progressivo della tecnica tastieristica. Alcuni pezzi famosi sono stati attribuiti a lui, per motivi stilistici, tra cui la spesso-registrata My Lady Careys Dompe. La suaHornepypeè anche citata come un esempio delle prime scritture di musica idiomatica per tastiera.

## Registrazioni
- Music for Compline, Stile Antico, Harmonia Mundi USA HMU 907419. Include Gaude, virgo mater Christi e musiche di Byrd, Tallis, Sheppard e White.
- Two Tudor Masses for the Cardinal, Christ Church Oxford Cathedral Choir, directed by Stephen Darlington. Metronome UK 1998, MET CD1030.  Disc 2 is Hugh Aston's Missa Videte Manus Meas.
- Three Marian Antiphons: Music from the Peterhouse Partbooks, directed by Scott Metcalf. Blue Heron 2010, B003KWVNXS.